# Tomás Giner

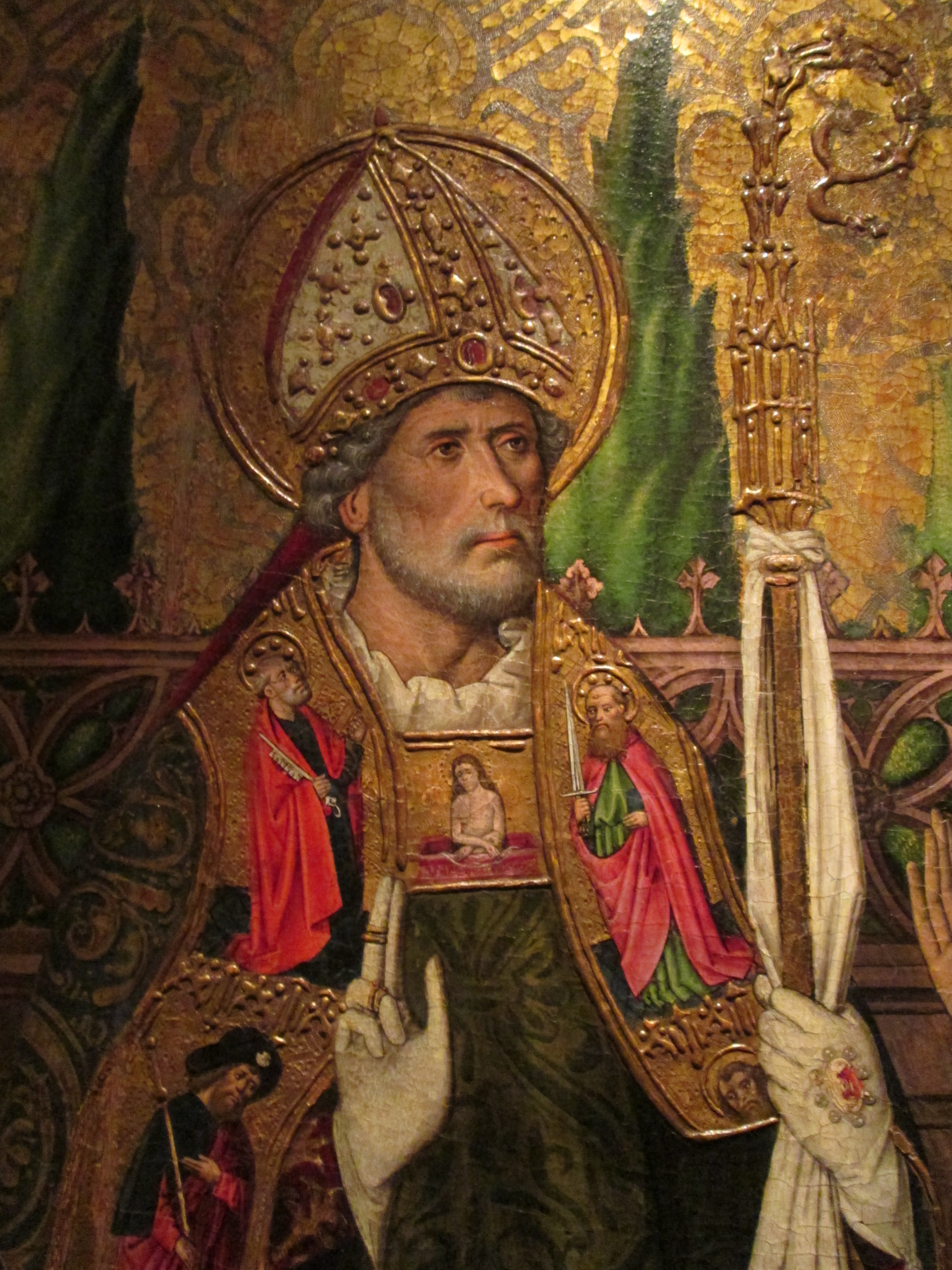
Saint Augustin, détail de Saint Augustin et saint Laurent, panneau du retable de la chapelle du palais archiépiscopal de Saragosse aujourd'hui conservé au musée diocésain de Saragosse, v. 1458.

Tomás Giner (actif de 1458 à 1480) est un peintre hispano-flamand actif à Saragosse, peintre de cour de Ferdinand II d'Aragon.

## Biographie
En 1458, il participe à la réalisation du retable de la chapelle du palais archiépiscopal (conformément au testament de l'archevêque Dalmau de Mur), dont deux panneaux subsistent aujourd'hui : l'un représentant saint Martin et sainte Thècle, l'autre saint Augustin et saint Laurent. Ils sont exposés au musée diocésain de Saragosse. À cette époque, son talent est donc déjà reconnu, et sa carrière de peintre a sans doute commencé quelques années auparavant. Il travaille de 1462 à 1466 à la décoration de la chapelle de l'archidiacre de la cathédrale Saint-Sauveur de Saragosse, dont subsiste aujourd'hui un panneau représentant saint Vincent, conservé au musée du Prado, à Madrid.
En 1466, il signe un contrat avec Arnaut de Castellnou pour se répartir les coûts et les bénéfices de différents travaux, notamment le retable de la Vierge à la Couronne de l'église paroissiale d'Erla, toujours conservé sur place. Sont perdus en revanche les retables d'Alfajarín et de l'église Saint-Jean-le-Vieux de Saragosse, dont des sources attestent qu'ils ont été réalisés en 1467 et 1468. Un panneau consacré à saint Laurent, et destiné au retable de l'église de Magallón, lui est généralement attribué.

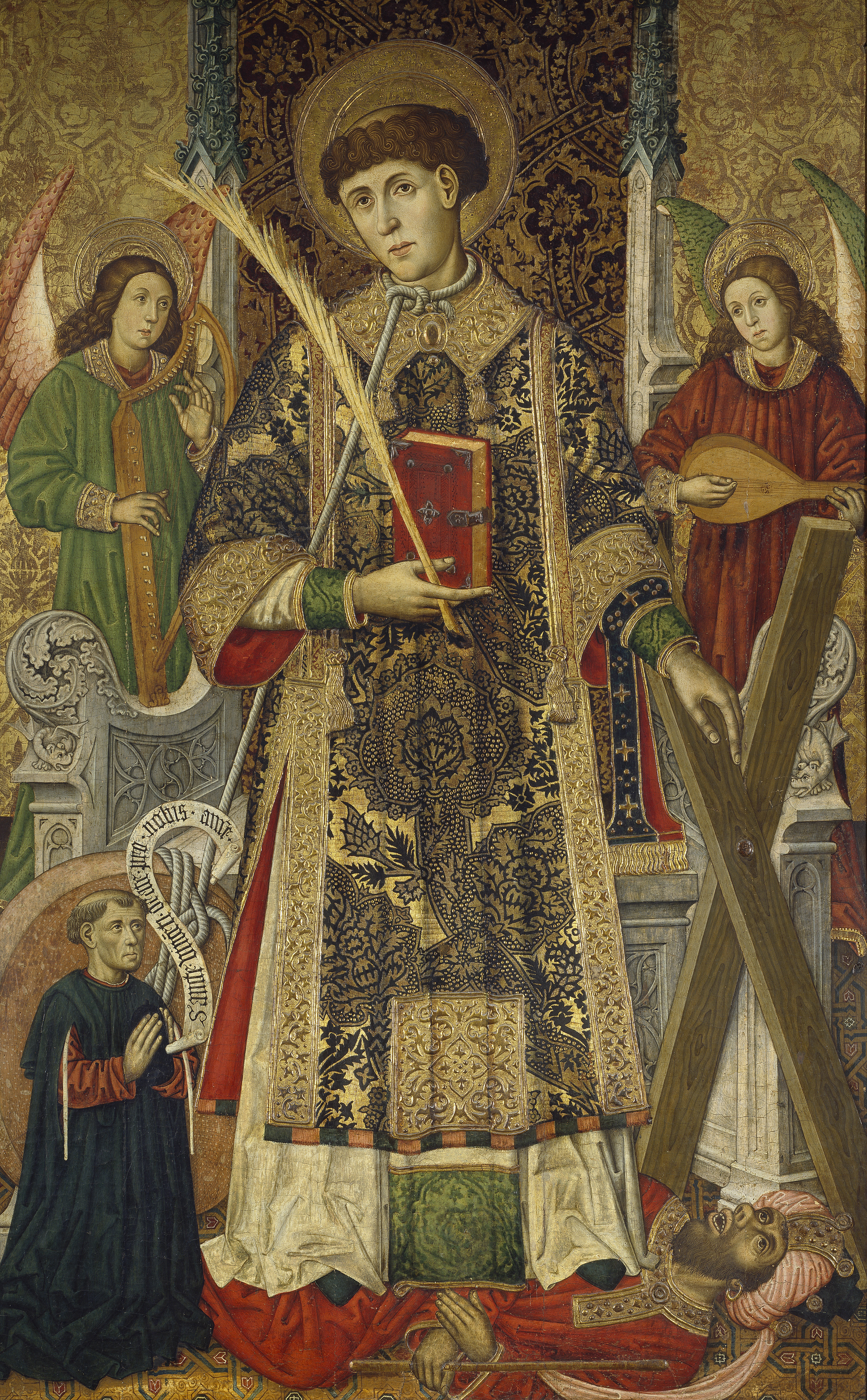
Saint Vincent, panneau du retable de la chapelle de l'archidiacre de la Cathédrale Saint-Sauveur de Saragosse, v. 1466.

En novembre 1473, il est nommé peintre de Ferdinand II, roi de Sicile et héritier de la couronne d'Aragon. En 1474, il travaille à la décoration du buffet de l'orgue de la cathédrale de Saragosse, pour laquelle il collabore avec Felipe Romeu. En 1479, un retable dédié à sainte Anne lui est commandé pour l'église de Mainar, précisant que l'or doit être utilisé de la même façon que dans le retable de saint Bernardin de Blasco de Grañén (couvent Saint-François de Saragosse).
José Gudiol lui attribue également le retable de la collégiale Sainte-Marie de Catalayud, dont le retable central, consacré à l'Adoration des Mages, suit le modèle du retable du Connétable de Jaume Huguet. D'une manière générale, le style de Giner est proche de celui utilisé par Huguet dans sa jeunesse ; à son exemple, il adopte une approche plus naturaliste, s'éloignant de la stylisation en usage auparavant.